# Drugeac
Drugeac (okzitanisch: Drujac) ist eine französische Gemeinde mit 323 Einwohnern (Stand: 1. Januar 2022) im Département Cantal in der Region Auvergne-Rhône-Alpes; sie gehört zum Arrondissement Mauriac und zum Kanton Mauriac. Die Einwohner werden Drugeacois genannt.

## Geographie
Drugeac liegt etwa 29 Kilometer nördlich von Aurillac. Das Gemeindegebiet wird vom Flüsschen Sionne durchquert, das hier in die Auze mündet. Umgeben wird Drugeac von Salins im Norden, Saint-Bonnet-de-Salers im Osten, Saint-Martin-Valmeroux im Südosten, Sainte-Eulalie im Süden, Ally im Westen sowie Le Vigean im Nordwesten.

## Bevölkerungsentwicklung
| Jahr                       | 1962 | 1968 | 1975 | 1982 | 1990 | 1999 | 2006 | 2013 |
| Einwohner                  | 760  | 678  | 571  | 542  | 471  | 367  | 375  | 351  |
| Quellen: Cassini und INSEE |      |      |      |      |      |      |      |      |

## Sehenswürdigkeiten
- Kirche Saint-Géraud aus dem 12. Jahrhundert, Monument historique seit 1985
- Schloss Ferluc, seit 2001 Monument historique

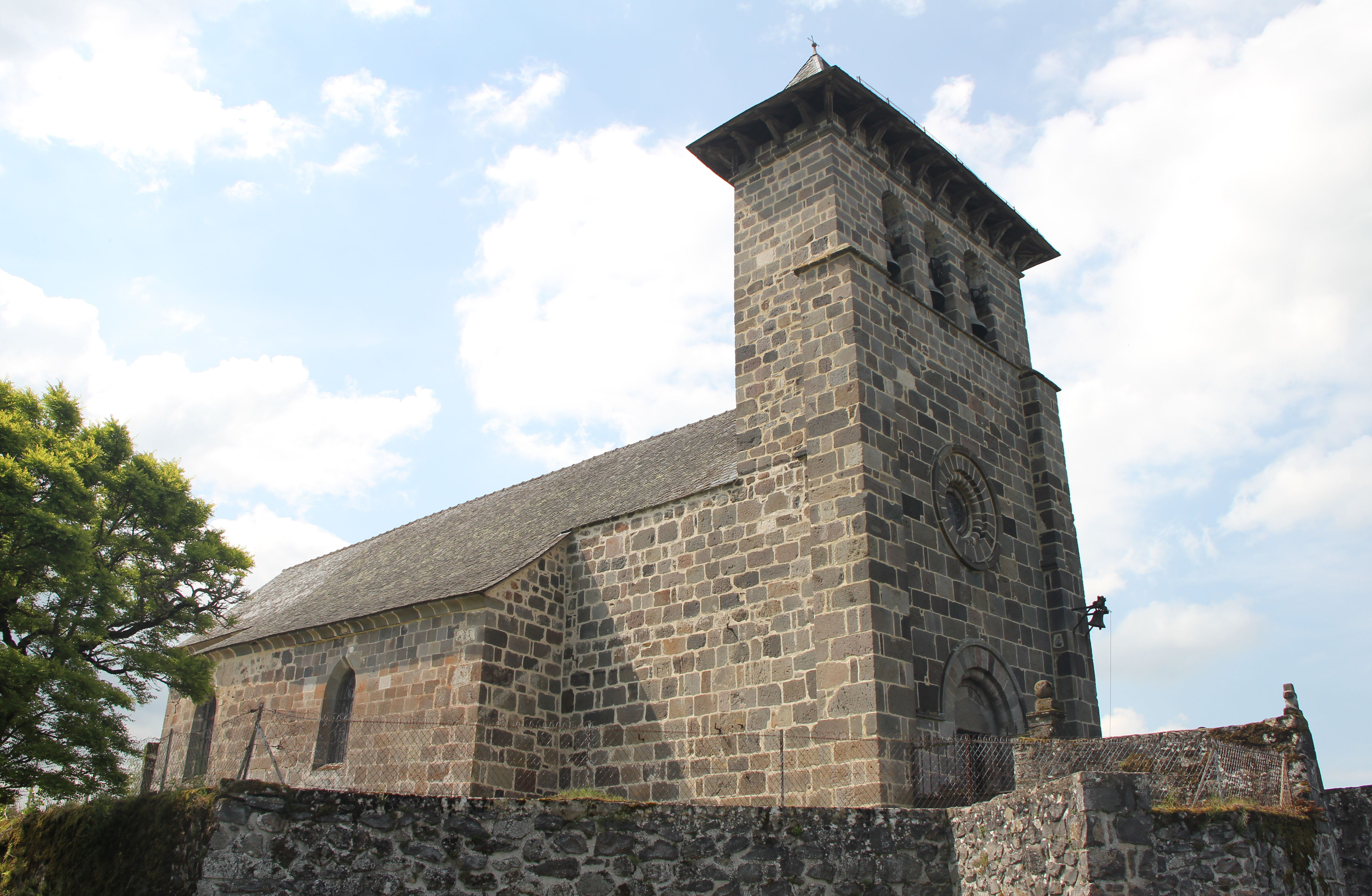
Kirche Saint-Géraud
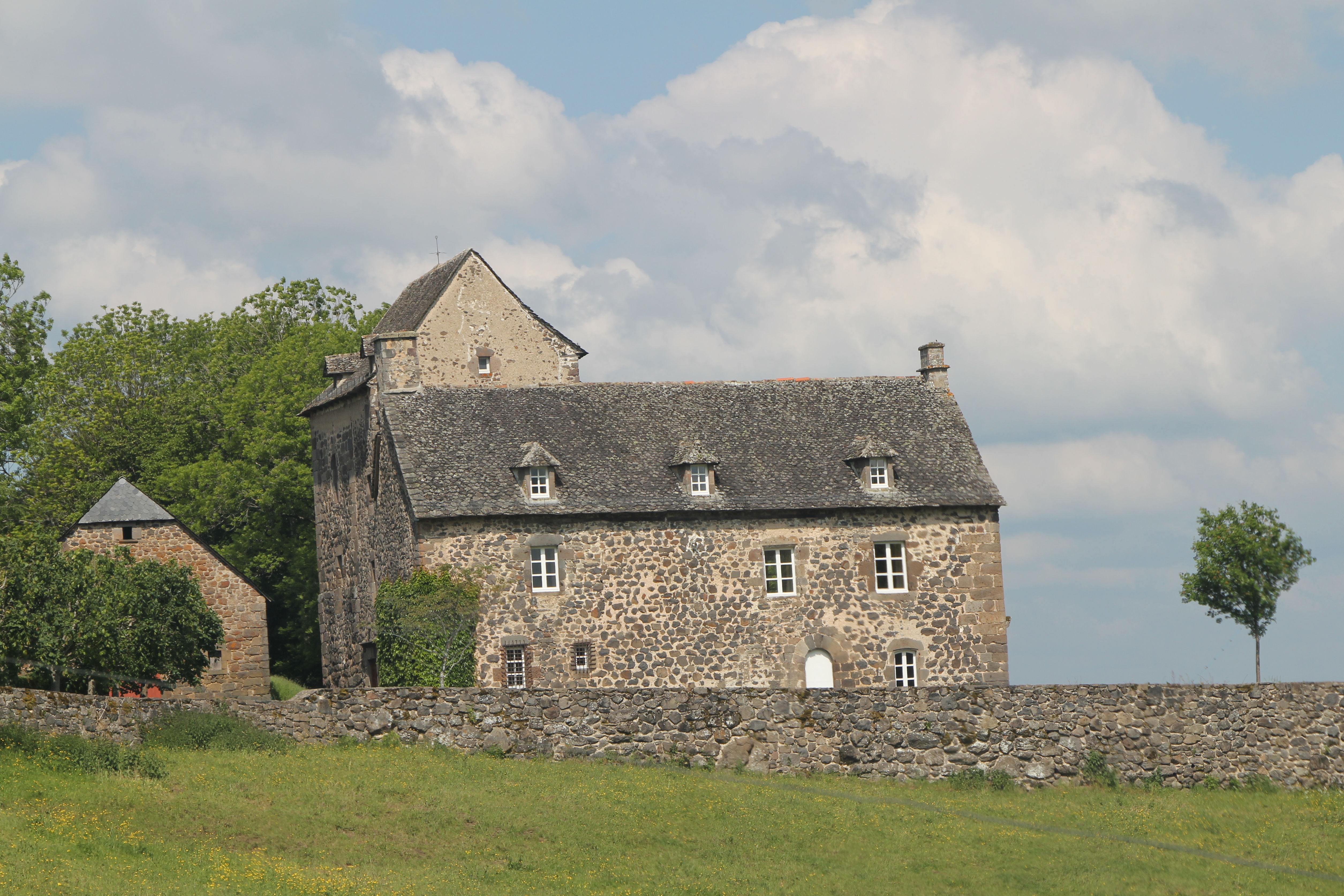
Schloss Ferluc